# 阿斯普勒蒙 (上阿尔卑斯省)
阿斯普勒蒙（法語：Aspremont，法語發音：[aspʁəmɔ̃]）是法国上阿尔卑斯省的一个市镇，属于加普区。

## 地理
阿斯普勒蒙（44°29'33"N, 5°43'40"E）面积18.52 平方千米，位于法国普罗旺斯-阿尔卑斯-蓝色海岸大区上阿尔卑斯省，该省份为法国东南部内陆省份，北起萨瓦省，西北接伊泽尔省，西南接德龙省，南至上普罗旺斯阿尔卑斯省，东北部与意大利接壤。
与阿斯普勒蒙接壤的市镇（或旧市镇、城区）包括：比埃什河畔阿斯普尔、拉巴蒂蒙萨莱翁、沙贝斯唐、拉皮亚尔、圣皮埃尔达尔让松、锡戈捷。

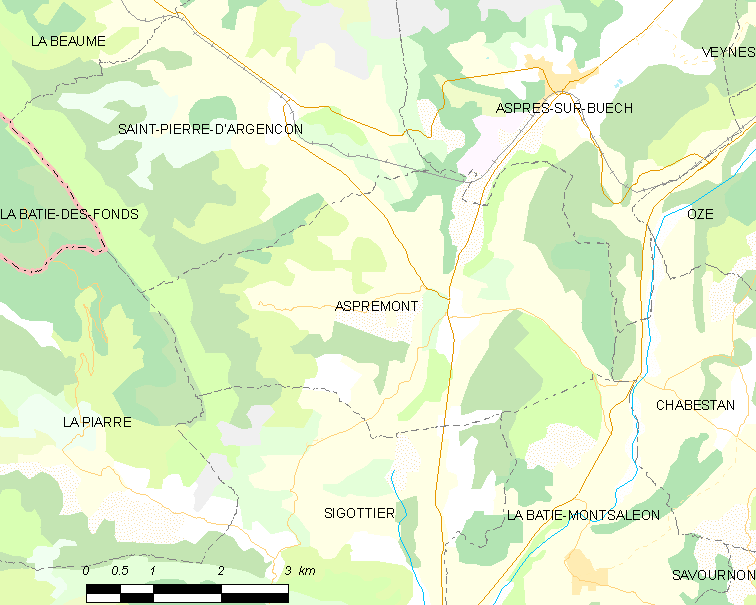
的OSM定位图

阿斯普勒蒙的时区为UTC+01:00、UTC+02:00（夏令时）。

## 行政
阿斯普勒蒙的邮政编码为05140，INSEE市镇编码为05008。

## 政治
阿斯普勒蒙所属的省级选区为塞尔县。

## 人口

1962-2008年间人口变化图示

阿斯普勒蒙于2022年1月1日时的人口数量为362人。